# Gare de La Chaumusse - Fort-du-Plasne
La gare de La Chaumusse - Fort-du-Plasne est une gare ferroviaire française de la ligne d'Andelot-en-Montagne à La Cluse (surnommée « ligne des Hirondelles »), située sur le territoire de la commune de La Chaumusse, à proximité de Fort-du-Plasne, dans le département du Jura en région Bourgogne-Franche-Comté.
C'est une halte voyageurs de la Société nationale des chemins de fer français (SNCF), du réseau TER Bourgogne-Franche-Comté, desservie par des trains régionaux.

## Situation ferroviaire
Établie à 843 mètres d'altitude, la gare de La Chaumusse - Fort-du-Plasne est située au point kilométrique (PK) 32,491 de la ligne d'Andelot-en-Montagne à La Cluse, entre les gares de La Chaux-des-Crotenay et de Saint-Laurent-en-Grandvaux.

## Histoire
Elle est mise en service le 10 août 1890.
Après la fermeture du guichet, le bâtiment voyageur a été démoli et remplacé par un simple abri de quai.

## Service des voyageurs

### Accueil
C'est une halte SNCF, un point d'arrêt non géré (PANG) à entrée libre.

### Desserte
La Chaumusse - Fort-du-Plasne est une halte du réseau TER Bourgogne-Franche-Comté desservie par des trains régionaux de la relation Besançon-Viotte - Saint-Claude.

### Intermodalité
Un parking pour les véhicules y est aménagé.